# Lysimachia tsaii
Lysimachia tsaii är en viveväxtart som beskrevs av C.M. Hu. Lysimachia tsaii ingår i släktet lysingar, och familjen viveväxter. Inga underarter finns listade i Catalogue of Life.